# Villa Ottini
Villa Ottini, Bernasconi, Tomba, Alessandri, Zorzi e da ultimo Franchini Stappo, detta Il Monastero, è una villa veneta costruita a Parona di Valpolicella, poco distante dal centro di Verona.

## Storia
L'edificio è databile verso la fine del XVII secolo come ricorda una lapide del 1682 che cita come commissionari gli Ottini.
Durante la seconda guerra mondiale i tedeschi, presero possesso della villa, così come già era avvenuto con il comando austriaco durante una delle guerre di indipendenza nell'800, distruggendone il parco e trasformandola nel comando locale delle operazioni militari. Negli anni seguenti i proprietari dell'abitazione, i conti Franchini Stappo che ebbero la proprietà per successione dall'ingegnere nobile Pietro Zorzi, dovettero rinunciare a numerosi appezzamenti in favore dello sviluppo urbanistico circostante fino a cedere, negli anni '70 la proprietà alle suore. Le suore hanno ristrutturato in modo radicale l'edificio, aggiungendo un piano ammezzato e rimodernando completamente l'interno. Nel 2014 il parco di 19.000 metri quadri è diventato di proprietà pubblica.

## Descrizione
La parte più antica della villa è quella a sud, secentesca e dotata di numerosi portali e bifore di interesse. Il piano nobile dell'edificio è sostenuto da un portico formato da otto colonne della fine del XVI secolo.
Accanto alla villa sorge una cappella dedicata a Santa Cristina.